# Vetvistoe
Vetvistoe är en sjö i Antarktis. Den ligger i Östantarktis. Australien gör anspråk på området. Vetvistoe ligger 19 meter över havet. Arean är 14,9 kvadratkilometer. Den sträcker sig 13,7 kilometer i nord-sydlig riktning, och 48,9 kilometer i öst-västlig riktning.
I övrigt finns följande i Vetvistoe:
- Sudakova Island (en ö)
- Currituck Island (en ö)
- Foster Island (en ö)
- Flagman Island (en ö)
- Pluton (en ö)
- Vol'nyje Islands (en ö)
- Mars Island (en ö)

I övrigt finns följande vid Vetvistoe:
- Belyj Peninsula (en udde)
- Geografov Peninsula (en udde)
- Srednie (en kulle)